# Vlag van Borssele

Vlag van Borssele
(1962-1970)

Vlag van Borssele
(1959-1962)

Vlag van Borssele
(1670-1959)

De vlag van Borssele werd op 26 maart 1962 bij raadsbesluit vastgesteld als de gemeentelijke vlag van de Zeeuwse gemeente Borssele. De beschrijving luidt: 
Drie evenlange banen van zwart, wit en zwart.
Het vlagbeeld is gelijk aan het gemeentelijk wapenschild, 90 graden gedraaid. Het is het familiewapen van Van Borssele, die veel bezittingen in de streek had.
In 1970 ging de gemeente op in Borsele, waardoor de vlag als gemeentevlag kwam te vervallen.

## Historische vlaggen
Een voorgaande vlag van 1959 tot 1962 had diagonaal verdeeld; linker bovenhelft de gemeentekleuren zwart - wit - zwart; de rechter onderhelft in geel en blauw, met in het laatste stuk tevens het wapen van de oude gemeente Borssele en van de heerlijkheid Borssele.
De beschrijving van de vorige vlag luidt: 
Drie evenhoge banen van zwart, wit en zwart.

## Verwante afbeeldingen

Het wapen van Borssele
De vlag van Borsele
Het familiewapen Van Borssele (1816)

Aardenburg 
· Arnemuiden 
· Axel 
· Baarland 
· Biervliet 
· Biggekerke 
· Borssele 
· Breskens 
· Brouwershaven 
· Bruinisse 
· Burgh 
· Domburg 
· Dreischor 
· Driewegen 
· Duiveland 
· Ellewoutsdijk 
· 's-Gravenpolder 
· Groede 
· Haamstede 
· 's-Heer Abtskerke 
· 's-Heer Arendskerke 
· Hoedekenskerke 
· Hontenisse 
· IJzendijke 
· Kloetinge 
· Kortgene 
· Koudekerke 
· Krabbendijke 
· Kruiningen 
· Mariekerke 
· Meliskerke 
· Middenschouwen 
· Nieuw- en Sint Joosland 
· Nisse 
· Noordgouwe 
· Oostburg 
· Oostkapelle 
· Oud-Vossemeer 
· Oudelande 
· Ovezande 
· Poortvliet 
· Retranchement 
· Rilland-Bath 
· Ritthem 
· Sas van Gent 
· Scherpenisse 
· Schoondijke 
· Sint-Annaland 
· Sint Jansteen 
· Sint-Maartensdijk 
· Sint Philipsland 
· Sluis 
· Sluis-Aardenburg 
· Stavenisse 
· Valkenisse 
· Vogelwaarde 
· Waarde 
· Waterlandkerkje 
· Wemeldinge 
· Westdorpe 
· Westerschouwen 
· Westkapelle 
· Wissenkerke 
· Wolphaartsdijk 
· Zaamslag 
· Zierikzee 
· Zuiddorpe 
· Zuidzande